# エマヌエル・グラルテ
エマヌエル・グラルテ・メンデス（Emanuel Gularte Méndez , 1997年9月30日 - ）は、ウルグアイ・モンテビデオ県モンテビデオ出身のプロサッカー選手。リーガMXのプエブラFCに所属している。ポジションはDF。

## 来歴
2014-15シーズン途中にモンテビデオ・ワンダラーズFCのトップチームに昇格し、2015年3月15日のCAアテナス戦でプロデビュー。以降徐々に出場機会が増えたものの、レギュラー獲得までには至らず、2019年シーズンはCAプログレッソにローン移籍でプレー。同年シーズンはリーグ戦29試合2得点と自己最高の成績を残し、12月31日付けでワンダラーズに復帰した。

## 代表経歴
2017年の南米ユース選手権にU-20のウルグアイ代表として出場し、優勝を経験。2017 FIFA U-20ワールドカップのメンバーにも選出された。優勝候補にも挙がっていたものの、準決勝でベネズエラに敗れ、4位入賞にとどまった。2020年からは、2020年東京オリンピック出場を懸けたCONMEBOLプレオリンピック大会に、U-23代表でプレーしている。